# 宣鼎
宣鼎（1832年—1880年），字子九，又字素梅；號瘦梅，又號邋遢書生、金石書畫丐，安徽天長縣人。是小説家，戲劇家、詩人、畫家。

## 生平
少年時期，家境豐裕。母親信佛，愛談玄學。
1852年，父母相繼去世，家道開始中落，荒災四起，常常食不果腹，衣不蔽體，棲身於破廟之中。
1858年，入外家為婿，生計方有好轉。同年，太平軍攻佔天長後，宣鼎攜家離鄉，從此秋門轉逢，飄零四海。為了生活，為了養活八口之家，他從過軍，在山東兗州府、濟寧州等地當過幕僚、教書、賣字、售畫。
1872年，開始創作《夜雨秋燈錄》。